# 정기영
정기영(鄭基榮, 1928년 10월 22일~2011년 12월 21일)은 대한민국의 국회의원이다.

## 학력
- 동국대학교 정치과 졸업

## 경력
- 민주당 고흥군 지구당 위원장
- 신민당 고흥군 지구당 위원장
- 민주화추진협의회 상임운영위원
- 민추협 이사
- 평화민주당 대통령 선거 대책위원회 조직부위원장
- 평화민주당 중앙위원회 부의장

## 역대 선거 결과
|  | 13.35% |

|  | 0% |

|  | 19.3% |